# Dagmar Pilups
Dagmar Brita Pilups, född 1 oktober 1931 i Vara, Skaraborgs län, är en svensk målare, tecknare och grafiker. 
Hon är dotter till disponenten Knut I Svensson och Dagmar Jonsson och från 1952 gift med Elmar Pilups. Hon studerade konst för Nils Wedel vid Slöjdföreningens skola i Göteborg samt under studieresor till bland annat Frankrike, Belgien, Tyskland och Schweiz. Hon medverkade i samlingsutställningar med Borås konstförening. Hennes konst består av figurer och landskap utförda i akvarell, pastell eller gouache. Vid sidan av sitt eget skapande var hon verksam som illustratör i Göteborgs Handels- och Sjöfartstidning.  